# Certification de conformité produit
 (janvier 2023).
La Certification de conformité produit (CCP) a été créée par la loi du 30 décembre 1988 et mise en application par le décret du 25 septembre 1990. Avec la mise en œuvre de la loi d'orientation agricole, la Certification de Conformité Produit est devenue depuis le 1er janvier 2007, une démarche à part entière : la Démarche de Certification de Conformité Produit (CCP).
Le Certificat de Conformité est délivré à un Opérateur ayant constitué un cahier des charges qui respecte à la fois :
- Les exigences posées par les règles de production, de transformation et de conditionnement du produit ou de la famille de produits définies
- Au moins deux recommandations relatives à la présentation pour le consommateur des caractéristiques certifiées du produit ou de la famille de produits choisies parmi celles établies. Ceci correspond aux Caractéristiques Certifiées.

Ce cahier des charges est contrôlé par un Organisme Certificateur tiers, accrédité selon la norme EN 45011. (Les organismes certificateurs intervenant dans le domaine de la CCP sont regroupés au sein de l'Association CEPRAL).
L'ensemble de ces exigences et recommandations, ainsi que leurs conditions minimales de contrôle, sont  élaborées en concertation avec les organisations professionnelles intéressées, des organismes certificateurs et des personnalités qualifiées. Elles sont homologuées par arrêté des ministres chargés de l’agriculture et de la consommation.
La démarche de certification validée fait l’objet d’une déclaration auprès du ministre chargé de l’agriculture. La liste des certifications enregistrées parait périodiquement au journal officiel de la république française.

Les produits bénéficiant d'une appellation d'origine, d'un label rouge ou de la mention "vin de pays" ne peuvent faire l'objet d'une Certification de Conformité.
Depuis 1994, pour pouvoir, en plus de la certification, communiquer sur l'origine, le produit doit être élaboré sous un cahier des charges d'Indication géographique protégée validé par les pouvoirs publics.

## La marque de certification

Le logo CQ - Produit Certifié

Contrairement au Label Rouge, il n'existait pas, jusqu'alors, de logo officiel pour identifier les produits certifiés CCP, mais seulement un logo privé : Le logo "Critères Qualité Certifiés".
Depuis le 30 juin 2008, le logo "Produit Certifié" est approuvé par les pouvoirs publics comme le logo unique de la certification de conformité de produit. Ce logo, géré par l'ADCCPA (Association  pour le développement de la certification de conformité de produit agroalimentaire), est maintenant utilisable par les détenteurs de certification depuis le 1er janvier 2009.